# Ernst Denert
Ernst Denert (* 11. Oktober 1942 in Rumburg) ist ein deutscher Unternehmer, Informatiker und Mäzen.

## Leben
Ernst Denert studierte Nachrichtentechnik an der Technischen Universität Berlin und wurde dort 1975 in Informatik promoviert. Seine Dissertation trägt den Titel PLAN2D: Konzept und Syntax einer zweidimensionalen Programmiersprache.
Nach einer Tätigkeit in der Wirtschaft gründete er 1982 zusammen mit Ulf Maiborn das IT-Unternehmen sd&m, das heute komplett in der Unternehmensberatung Capgemini aufgegangen ist. Denert war bei sd&m zunächst Geschäftsführer und anschließend – bis er das Unternehmen im Jahr 2001 verließ – Vorstandsvorsitzender. Im Anschluss übernahm der den Vorstandsvorsitz bei der  IVU Traffic Technologies AG, den er bis zum 31. Dezember 2009 innehatte.
Im Juni 2001 veranstaltete Denert anlässlich seines Ausscheidens aus dem sd&m-Vorstand die Konferenz „Software-Pioniere“ mit Manfred Broy im ehemaligen Bundestag in Bonn; sie ist dokumentiert im Tagungsband Software Pioneers und durch eine Website mit den Videos der Vorträge.
Neben seiner Tätigkeit als Unternehmer hat Denert seit 1991 eine Honorarprofessur an der Fakultät für Informatik der Technischen Universität München inne. Zuvor war er dort bereits seit 1986 Lehrbeauftragter.
1989 rief Denert die Ernst-Denert-Stiftung für Software-Engineering ins Leben. Zweck der Stiftung ist die Förderung von Wissenschaft und Forschung sowie des wissenschaftlichen Nachwuchses auf dem Gebiet der Informatik, insbesondere des Software-Engineerings. Im Rahmen dessen vergibt die Stiftung alljährlich den Software-Engineering-Preis und stiftete im Jahr 2000 den Lehrstuhl für Software-Engineering betrieblicher Informationssysteme an der Technischen Universität München.

## Schriften
- mit R. Franck: Datenstrukturen. Bibliographisches Institut, Mannheim, Wien, Zürich 1977, ISBN 3-411-01524-1.
- Software-Engineering. Methodische Projektabwicklung. Springer, Berlin 1991, ISBN 3-540-53404-0.
- mit Manfred Broy (Hrsg.): Software Pioneers – Contributions to Software Engineering. Springer, Berlin 2002, ISBN 978-3-540-43081-0.

## Auszeichnungen
- 2001: Ehrensenator der Technischen Universität München[2]
- 2003: Fellow der Gesellschaft für Informatik[9]
- 2005: Verdienstkreuz am Bande der Bundesrepublik Deutschland[10]
- 2010: Ehrendoktorwürde der Technischen Universität Kaiserslautern[11]

## Sonstiges
- Denert war 1996/97 und 2010/11 Vize-Präsident der Gesellschaft für Informatik[3]
- langjähriger Kuratoriumsvorsitzender des Fraunhofer-Instituts für Experimentelles Software Engineering[11]